# 李福祥 (1914年)
李福祥（1914年—1997年），男，直隶（今河北）曲周人，中华人民共和国政治人物，曾任河南省人民检察院检察长，河南省政协副主席。